# Reaktor, hlajen s superkritično vodo
Reaktor, hlajen s superkritično vodo (ang. SuperCritical Water Reactor - SCWR) je tip jedrskega reaktorja četrte generacije, ki ga hladi superkritična voda pri temperaturi nad 647,096 K in tlak nad 22,064 MPa (217,755 barov). Pri tem velja poudariti da se termin kritičnost nanaša na vodo pri superkritičnih pogojih, ne pa »kritičnost« reakcije.
SCWR so podobni lahkovodnim reaktorjem (LWR), vendar operirajo pri višjih tlakih in temperaturah. Deloma so podobni vrelovodnim reaktorjem (BWR) ker imajo samo en hladilni cikel, deloma pa tlačnovodnim reaktorjem (PWR), ker je voda pri zelo visokih tlakih in temperaturah. Zaradi višjih parametrov pare imajo višji izkoristek, ki je okrog 45 %, namesto 33 % na sedanjih lahkovodnih.
Superkritični bojlerji (uparjalniki) so že preverjena tehnologija. SCWR ima manj sestavnih delov od obstoječih BWR in PWR.
Pri SCWRjih je superkritična voda moderator in hladilno sredstvo. Nad kritično točko imata para in tekočina enako gostoto in sta neločljiva ena od druge.

## Prednosti
- Superkritična voda ima dober prenos toplote, zato je možna velika energijska gostota, majhno jedro in manjša zaščitna zgradba,
- zaradi uporabe superkritičnega bojlerja je možen velik izkoristek, približno 45 %,
- večji izkoristek pomeni manjšo količino jedrskega goriva in manj odpadkov,
- SCWR uporablja diretkni cikel, kjer para iz jedra reaktorja poganja parno turbino,
- voda je poceni, netoksična in prozorna, kar olajša inšpekcijo in popravila,
- SCWR se lahko preuredi na spekter hitrih nevtronov in tako postane oplodni reaktor. Hitri reaktor lahko tudi »žge« – transmutira aktinoide in tako zmanjša količino visokoradioaktivnih odpadkov,
- SCWR na težko vodo bi lahko deloval kot oplodni reaktor na torijevem ciklu.